# Hugo Tetrode
Hugo Martin Tetrode (* 7. März 1895 in Nieuwer Amstel, heute: Amstelveen; † 18. Januar 1931) war ein niederländischer Physiker.

## Leben und Werk
Tetrode stammte aus sehr wohlhabendem Hause, sein Vater  Pieter Johan Conrad Tetrode war 1919 bis 1934 Direktor der De Nederlandsche Bank. Ab 1911 studierte er für kurze Zeit in Leipzig Mathematik, Physik und Chemie, kehrte aber bereits 1912 in die Niederlande zurück. Dort lebte er zurückgezogen, korrespondierte mit bekannten Physikern seiner Zeit (Albert Einstein, Hendrik Antoon Lorentz, Paul Ehrenfest) und veröffentlichte mehrere bedeutende physikalische Abhandlungen. Er entwickelte gleichzeitig mit Otto Sackur die Sackur-Tetrode-Gleichung zur Beschreibung der Entropie einatomiger idealer Gase, die er 1912 in den Annalen der Physik veröffentlichte (Die Chemische Konstante der Gase und das elementare Wirkungsquantum, Annalen der Physik, Band 38, 1912, S. 434–442, Berichtigung Band 39, S. 255). Eine weitere Arbeit behandelte die Elektrodynamik als klassische Fernwirkungstheorie einzig mit einer direkten Wechselwirkung zwischen Teilchen ohne Vermittlung eines Feldes und beeinflusste damit die action at a distance Absorber-Theorie von John Archibald Wheeler und Richard Feynman in den 1940er Jahren (wie auch Karl Schwarzschild und Adriaan Fokker).  Er war unverheiratet und starb an einer Tuberkuloseinfektion.

## Schriften
- Die chemische Konstante der Gase und das elementare Wirkungsquantum, Annalen der Physik, Band 38, 1912, S. 434–442, Korrektur Band 39, 1912, S. 255–256
- Bemerkungen über die Energieeinhalt einatomiger Gase und über die Quantentheorie für Flüssigkeiten, Physikalische Zeitschrift, Band 14, 1913, S. 212–215
- Theoretical determination of the entropy constant of gases and liquids, Proc. Sect. Sci. Koninklijke Nederlandse Akademie Wet. Ser. B, Band 17, 1914/1915, S. 1167–1184[1]
- Über den Wirkungszusammenhang der Welt. Eine Erweiterung der Klassischen Dynamik, Zeitschrift für Physik, Band 10, 1922, S. 317–328
- Der Impuls-Energiesatz in der Diracschen Quantentheorie des Elektrons, Zeitschrift für Physik, Band 49, 1928, S. 858–864
- Allgemein-relativistische Quantentheorie des Elektrons, Zeitschrift für Physik, Band 50, 1928, S. 336–346